# Cassida parvula
Cassida parvula es un coleóptero de la familia Chrysomelidae.
Fue descrita científicamente en 1854 por Boheman.